# Gasterúptids

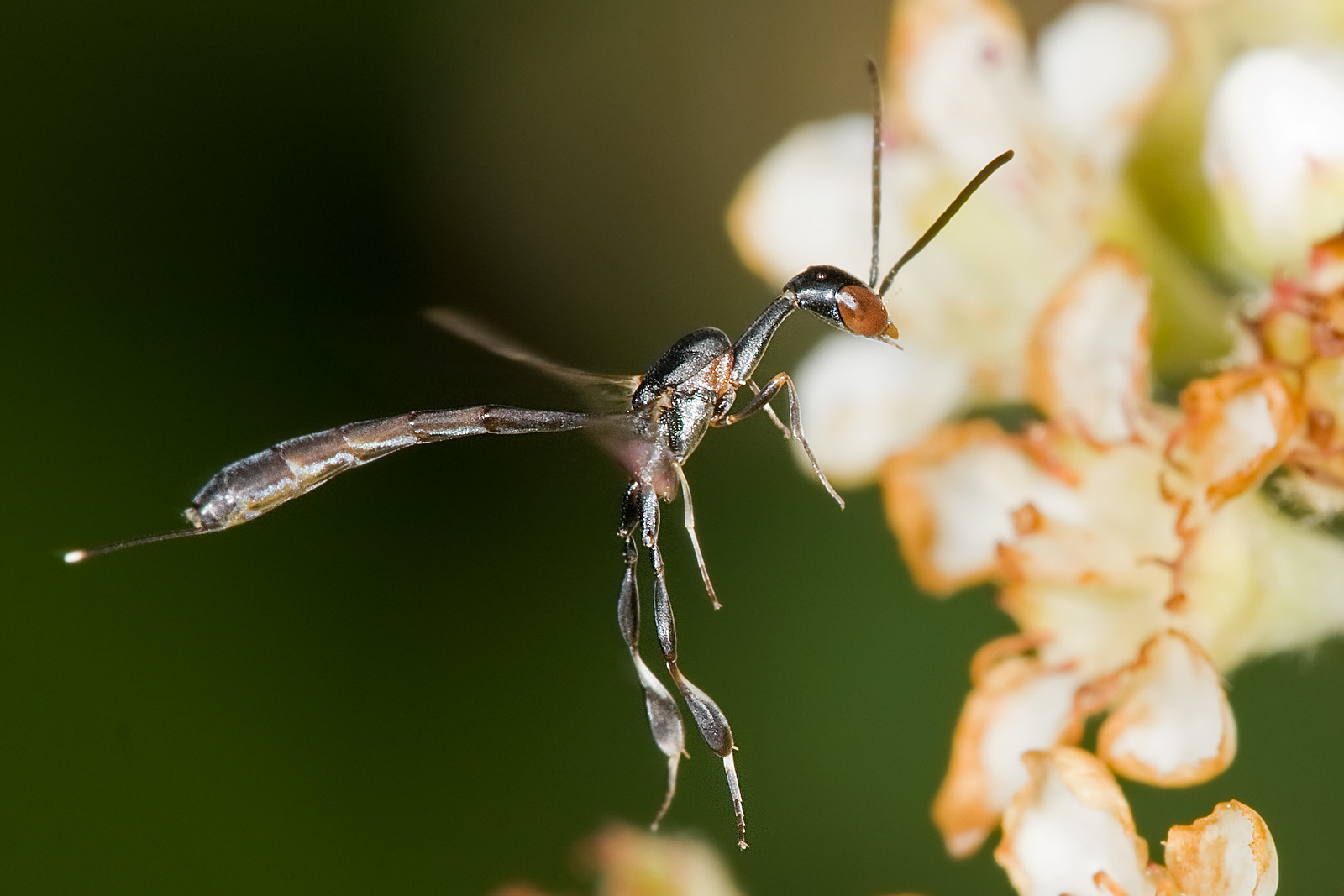
Espècie australiana en ple vol

Els gasterúptids (Gasteruptiidae) són una família d'himenòpters, una de les més distintives d'entre les vespes apòcrites, amb una variació d'aspecte sorprenentment reduïda en un grup que conté al voltant de 500 espècies i 9 gèneres a tot el món. El propleura forma un «coll» estirat, el pecíol concedeix un lloc prioritari en el propodeum, i les potes estan inflades i amb forma de maça. Les femelles normalment presenten un oviscapte llarg, i ponen els seus ous en nius d'abelles i vespes solitàries, on les seves larvalarves poden alimentar-se de les larves de l'hoste i llurs provisions.
L'absència de «dents» a la corona del cap i les antenes una mica engrossides fan fàcil diferenciar aquestes vespes de les de la família dels estefànids, on també hi ha vespes primes de colls llargs.

## Taxonomia
Aquesta família conté els gèneres següents, repartits entre dues subfamílies:
- Gasteruptiinae
  - Gasteruption7
  - Plutofoenus
  - Spinolafoenus
  - Trilobitofoenus
- Hyptiogastrinae
  - Hyptiogaster
  - Pseudofoenus